# Ottone
Ottone é uma comuna italiana da região da Emília-Romanha, província de Piacenza, com cerca de 732 habitantes. Estende-se por uma área de 98,41 km², tendo uma densidade populacional de 7,4 hab/km². Faz fronteira com Cabella Ligure (AL), Carrega Ligure (AL), Cerignale, Ferriere, Gorreto (GE), Rezzoaglio (GE), Rovegno (GE), Zerba.

## Demografia
| Variação demográfica do município entre 1861 e 2011                               |
|                                                                                   |
| Fonte: Istituto Nazionale di Statistica (ISTAT) - Elaboração gráfica da Wikipedia |